# 1172
1172 (MCLXXII) var ett skottår som började en lördag i den julianska kalendern.

## Händelser

### Okänt datum
- Rikard Lejonhjärta blir greve av Poitiers.
- Stora rådet inrättas i Republiken Venedig.

## Födda
- Isabella I av Jerusalem, drottning av Jerusalem.

## Avlidna
- Stefan III av Ungern.
- Douce II av Provence.